# Anandadhara
Anandadhara est un magazine bimensuel de divertissement au Bangladesh,. Le magazine est publié par Mahfuz Anam, qui est également le rédacteur en chef du Daily Star.

## Histoire
Anandadhara a été fondé en mai 1998 en tant que magazine de l'industrie cinématographique,. Shahadat Chowdhury, rédacteur en chef de Weekly Bichitra, a été le rédacteur fondateur d'Anandadhara. Le magazine a lancé le Lux Anandadhara Miss Bangladesh Photogenic qui est le précurseur du Lux Channel i Superstar (en), En juin 2011, le rédacteur en chef du magazine Arun Chowdhury a été remplacé par Moinul Ahsan Saber (en), éditeur de Shaptahik 2000.